# Moss Bank
Moss Bank – miejsce w Anglii, w Merseyside, w dystrykcie metropolitalnym St Helens. W 2011 miejsce liczyła 10682 mieszkańców.